# Jesús España
Jesús España Cobo (21 agosto 1978) è un mezzofondista e maratoneta spagnolo.

## Palmarès
| Anno | Manifestazione   | Sede           | Evento         | Risultato | Prestazione | Note                                     |
| ---- | ---------------- | -------------- | -------------- | --------- | ----------- | ---------------------------------------- |
| 1997 | Europei juniores | Lubiana        | 1500 m piani   | 9º        | 3'50"95     |                                          |
| 2002 | Europei indoor   | Vienna         | 3000 m piani   | Bronzo    | 7'48"08     |                                          |
| 2002 | Europei          | Monaco         | 5000 m piani   | 11º       | 13'55"80    |                                          |
| 2003 | Mondiali indoor  | Birmingham     | 3000 m piani   | 4º        | 7'42"70     |                                          |
| 2005 | Mondiali         | Helsinki       | 5000 m piani   | Batteria  | dq          |                                          |
| 2006 | Europei          | Göteborg       | 5000 m piani   | Oro       | 13'44"70    |                                          |
| 2007 | Europei indoor   | Birmingham     | 3000 m piani   | Bronzo    | 8'02"91     |                                          |
| 2007 | Mondiali         | Osaka          | 5000 m piani   | 7º        | 13'50"55    |                                          |
| 2008 | Giochi olimpici  | Pechino        | 5000 m piani   | 14º       | 13'55"94    |                                          |
| 2009 | Europei indoor   | Torino         | 3000 m piani   | Bronzo    | 7'43"29     |                                          |
| 2009 | Mondiali         | Berlino        | 5000 m piani   | 10º       | 13'22"07    |                                          |
| 2010 | Mondiali indoor  | Doha           | 3000 m piani   | 6º        | 7'42"82     |                                          |
| 2010 | Europei          | Barcellona     | 5000 m piani   | Argento   | 13'33"12    |                                          |
| 2011 | Europei indoor   | Parigi         | 3000 m piani   | 5º        | 7'54"66     |                                          |
| 2011 | Mondiali         | Taegu          | 5000 m piani   | 12º       | 13'33"99    |                                          |
| 2012 | Europei          | Helsinki       | 5000 m piani   | 20º       | 13'55"98    |                                          |
| 2014 | Europei          | Zurigo         | 5000 m piani   | 11º       | 14'14"57    |                                          |
| 2015 | Europei indoor   | Praga          | 3000 m piani   | 4º        | 7'47"12     | Miglior prestazione personale stagionale |
| 2015 | Mondiali         | Pechino        | 5000 m piani   | Batteria  | 13'51'47    |                                          |
| 2016 | Europei          | Amsterdam      | Mezza maratona | 10º       | 1h04'01"    |                                          |
| 2016 | Giochi olimpici  | Rio de Janeiro | Maratona       | 65º       | 2h20'08"    |                                          |
| 2018 | Europei          | Berlino        | Maratona       | 6º        | 2h12'58"    | Miglior prestazione personale stagionale |

## Campionati nazionali
1999
- 5º ai campionati spagnoli indoor, 3000 m piani - 7'58"19

2000
- 8º ai campionati spagnoli, 1500 m piani - 3'46"13
- 4º ai campionati spagnoli indoor, 3000 m piani - 8'10"32
- Argento ai campionati spagnoli under 23, 1500 m piani - 3'52"27

2001
- 8º ai campionati spagnoli, 1500 m piani - 3'47"49
- Bronzo ai campionati spagnoli indoor, 3000 m piani - 7'58"23

2002
- Bronzo ai campionati spagnoli, 5000 m piani - 13'47"91
- Argento ai campionati spagnoli indoor, 3000 m piani - 7'48"41

2003
- Oro ai campionati spagnoli, 5000 m piani - 13'34"60
- Oro ai campionati spagnoli indoor, 3000 m piani - 7'50"94

2004
- 5º ai campionati spagnoli, 5000 m piani - 13'50"74

2005
- Oro ai campionati spagnoli, 5000 m piani - 14'03"12

2006
- Oro ai campionati spagnoli, 5000 m piani - 13'41"02

2007
- Oro ai campionati spagnoli, 5000 m piani - 13'30"24
- Oro ai campionati spagnoli indoor, 3000 m piani - 7'52"10

2008
- Oro ai campionati spagnoli, 5000 m piani - 14'11"70

2009
- Oro ai campionati spagnoli, 5000 m piani - 13'35"70
- Oro ai campionati spagnoli indoor, 3000 m piani - 8'04"16

2010
- Oro ai campionati spagnoli, 5000 m piani - 13'18"46
- Oro ai campionati spagnoli indoor, 3000 m piani - 7'49"73

2011
- Oro ai campionati spagnoli, 5000 m piani - 14'06"37
- Oro ai campionati spagnoli indoor, 3000 m piani - 7'50"70

2013
- 4º ai campionati spagnoli, 5000 m piani - 13'54"75
- Bronzo ai campionati spagnoli indoor, 3000 m piani - 7'57"61

2014
- Bronzo ai campionati spagnoli, 5000 m piani - 13'48"84

2015
- Bronzo ai campionati spagnoli, 5000 m piani - 14'12"52
- Argento ai campionati spagnoli indoor, 3000 m piani - 8'09"25

## Altre competizioni internazionali
2000
- 6º alla San Silvestro Vallecana ( Madrid) - 28'59"

2001
- Argento alla San Silvestro Vallecana ( Madrid) - 28'33"

2002
- 8º alla San Silvestro Vallecana ( Madrid) - 28'58"

2003
- 9º alla World Athletics Final ( Monaco), 3000 m piani - 7'57"33

2004
- 4º alla San Silvestro Vallecana ( Madrid) - 28'34"

2005
- 5º alla San Silvestro Vallecana ( Madrid) - 28'36"

2006
- 6º in Coppa del mondo ( Atene), 3000 m piani - 7'50"09
- 5º alla San Silvestro Vallecana ( Madrid) - 28'20"

2007
- 4º alla San Silvestro Vallecana ( Madrid) - 28'46"
- Bronzo alla Cursa de Bombers ( Barcellona) - 29'47"
- Bronzo alla Corrida de Tejo ( Oeiras) - 30'02"

2009
- 4º alla San Silvestro Vallecana ( Madrid) - 28'40"
- 5º alla Cursa de Bombers ( Barcellona) - 29'49"

2010
- Bronzo alla San Silvestro Vallecana ( Madrid) - 28'40"
- 4º alla Cursa de Bombers ( Barcellona) - 29'39"

2011
- 5º alla San Silvestro Vallecana ( Madrid) - 28'41"
- Oro alla Great Ireland Run ( Dublino) - 29'36"

2012
- 6º alla Great Ireland Run ( Dublino) - 29'22"

2013
- 4º alla Great Scottish Run ( Glasgow) - 1h04'01"

2014
- Argento alla San Silvestro Vallecana ( Madrid) - 28'29"

2016
- 6º alla Maratona di Siviglia ( Siviglia) - 2h11'58"

2017
- 10º alla Mezza maratona di Granollers ( Granollers) - 1h04'45"
- 5º alla San Silvestro Vallecana ( Madrid) - 28'36"

2018
- 8º alla Maratona di Siviglia ( Siviglia) - 2h13'24"